# Eulima legrandi
Eulima legrandi is een slakkensoort uit de familie van de Eulimidae. De wetenschappelijke naam van de soort is voor het eerst geldig gepubliceerd in 1883 door Beddome.